# Гудырвож (приток Сочи)
Гудырвож — река в России, протекает по территории Троицко-Печорского района Республики Коми. Устье реки находится в 29 км по правому берегу реки Сочь. Длина реки составляет 46 км.
Исток реки в болотах к западу от возвышенности Ыджид-Парма (предгорья Северного Урала). Река течёт на юго-запад, русло сильно извилистое. Всё течение проходит в ненаселённой, холмистой, частично заболоченной тайге. Крупнейший приток — Правый Гудырвож (17 км длины). Впадает в Сочь в 38 км к северо-востоку от посёлка Приуральский.

## Данные водного реестра
По данным государственного водного реестра России относится к Двинско-Печорскому бассейновому округу, водохозяйственный участок реки — Печора от истока до водомерного поста у посёлка Шердино, речной подбассейн реки — Бассейны притоков Печоры до впадения Усы. Речной бассейн реки — Печора.
Код объекта в государственном водном реестре — 03050100112103000059416.